# Ain Leuh
Ain Leuh ou Aïn Leuh (em árabe: عين اللوح) é uma vila e comuna rural de Marrocos, que faz parte da província de Ifrane e da região de Meknès-Tafilalet. Em 2004 a comuna tinha 10 174 habitantes, dos quais 5 278 viviam na vila. Estimava-se que que esta tivesse tivesse 5 133 habitantes em 2012.
Situa-se num vale estreito e verdejante da cordilheira do Médio Atlas, rodeada por uma extensa floresta de cedros, 120 km a sudoeste de Fez, 17 km a sudoeste de Azrou, 48 km a sudoeste de Ifrane, 76 km a nordeste de Quenifra e 87 km a sudeste de Mequinez.
A vila, tipicamente berbere, com casas castanhas com teto plano, é o local de mercado da tribo dos Beni Meguilde, pelo que o soco (mercado) semanal das quartas-feiras é muito concorrido. As principais atividades económicas são o pastoreio, a exploração florestal e o artesanato em madeira de cedro. A região produz ainda cerca de 40% das cerejas de Marrocos. Nos montes próximos existem várias nascentes e uma queda de água. A vila tem também uma velha casbá em ruínas, construída pelo sultão Mulei Ismail (r. 1672–1727). Como se situava naquilo que os franceses chamavam "zona de insegurança" durante o Protetorado Francês de Marrocos, a região sofreu pouca influência colonial e ainda hoje parte dos Beni Meguilde são seminómadas e vivem nas suas tendas escuras, que montam nos arredores da vila.
No verão, a vila é palco do Festival National Ahidouss das Artes Berberes, durante o qual decorrem espetáculos de música e dança tradicionais berberes, onde participam artistas de todas as tribos berberes de Marrocos. Durante o festival é também organizado um espetáculo equestre de Fantasia. Outro evento que atrai visitantes é o festival da cereja de Ain Leuh, que se realiza em maio ou junho.